# Lego Star Wars II: The Original Trilogy
A Lego Star Wars II: The Original Trilogy egy Lego-témájú akció-kaland videójáték, amit a Traveller’s Tales fejlesztett és a LucasArts és a TT Games Publishing adott ki 2006. szeptember 11-én. A Lego Star Wars sorozat részeként a Csillagok háborúja sci-fi média franchise-on és a Lego Csoport Csillagok háborúja témájú szettjein alapszik. Az Egy új remény, A Birodalom visszavág és A Jedi visszatér című Csillagok háborúja filmek eseményeit követi. A játékosok több, mint 50 karakterrel játszhatnak, emellett készíthetnek saját karaktereket is. A kamera mozgását fejlesztették az előző játékból (Lego Star Wars: The Video Game), és a "jármű pályák" koncepcióját alaposabban felfedezhettük. A játékot a 2006-os American International Toy Fairen fedték fel. Az egész Egyesült Államokban voltak róla hirdetések az üzletláncokban.
Kritikai szempontból és kereskedelmileg is sikeres volt és 2009 májusáig több, mint 8,2 millió másolatot adtak el belőle világszerte. A kritikák dicsérték a játékot a filmek humoros és "aranyos" ábrázolásáért és az eredeti trilógia előnyben részesítéséért. Azonban az alacsony nehézségi szintet és a Game Boy Advance és Nintendo DS verziókat általában nem nagy kedvvel fogadták. A játék kapott díjakat többek között a BAFTA-tól és a Spike TV-től. Később a Universomo fejlesztette a Lego Star Wars II Mobile-t, a játék mobilos adaptációját, amit a THQ adott ki 2006. december 19-én. A Lego Star Wars II és az előző játék kompilációjaként adták ki a Lego Star Wars: The Complete Saga-t 2007-ben.

## Játékmenet
A játék harmadik személy szemszögéből látható, és egy háromdimenziós világban van, amely tartalmaz objektumokat, környezetet és karaktereket, melyek Lego darabokat szimbolizálnak. A játékmenete – akció-kaland, platform és néha kirakós műfajok kombinációja – hasonló a Lego Star Wars: The Video Game-éhez (2005). Míg a Lego Star Wars a Baljós árnyak, A klónok támadása és A Sith-ek bosszúja eseményeit követi; a Lego Star Wars II az Egy új remény, A Birodalom visszavág és A Jedi visszatér című filmeken alapszik. A játék humorosan újrameséli a trilógia eseményeit párbeszédek nélküli játékjelenetek használatával. A játékos felveszi a film karaktereinek szerepét, melyek közül mindegyiknek fegyverei és képességei vannak. Bármely pontban tud csatlakozni a második játékos egy második kontroller csatlakoztatásával. A játékosok játék közben kis Lego darabocskákat tudnak gyűjteni – kis, tárcsaalakú objektumok, amelyek pénzként szolgálnak. A játékosnak van egy életmutatója, amely a játék HUD-jában látható. A játékos életét négy szív képviseli, melyeket ha elveszít, a játékos meghal és a pénzének egy kis mennyisége széthullik. Azonban egyből újraéled és legtöbbször fel tudja venni az elveszett pénzt.
A játék központi helye a Mos Eisley kantina, ami egy űrkikötő bár a Tatuin bolygón. A számlálónál a játékos használhatja a pénzét, hogy vegyen karaktereket, járműveket, tippeket és extrákat, vagy beírhat csalásokat. A kantinán kívül egy kis területen meg lehet nézni az összegyűjtött járműveket. A játékot pályákra osztották, melyeket a kantinából lehet elérni; minden filmet hat pálya képvisel, amelyek a legfontosabb helyeket és jeleneteket tartalmazzák az adott filmből. Olyan helyek találhatók benne, mint Hoth, Bespin, Dagobah, Tatuin, a Halálcsillag, és Endor. Vannak még bónusz pályák is. A pályákon a játékos ellenfeleket pusztít el, objektumokat épít Lego-ból és járműveket vezet. Egyes pályákat teljes egészében jármű vezetésével kell megcsinálni, mint TIE harcosok, légi siklók, és a Millennium Falcon. A pályákat először sztori módban kell teljesíteni. Ez feloldja a következő pályát, illetve a szabad játék módot az éppen teljesített pályához. A játékmenet azonos a kettő játékmódban. Azonban a sztori módban csak azokkal a karakterekkel lehet játszani, akik abban a jelenetben szerepeltek, míg szabad játék módban bármely feloldott karaktert lehet használni. Bármely módban újra lehet játszani a pályákat pénz és titkos dolgok gyűjtése érdekében.
Három fajta titkos dolog van a játékban: arany építőelemek, minikitek (kis Lego építmények) és piros Lego kockák. Minden pályán egy piros Lego kocka van. Mikor egy ilyen Lego kockát összegyűjt a játékos, meg tudja vásárolni az ahhoz kapcsolódó extrát, mint a halhatatlanság vagy a pénz többszörözők. Emellett minden pálya tartalmaz tíz minikitet, melyek egy Csillagok háborúja jármű darabjai. Ha a játékos mind a tízet összegyűjti, kap egy arany építőelemet. Bizonyos számú arany építőelem összegyűjtéséért ingyenes jutalmakat kap a játékos, például egy csapot, ami pénzt folyat ki magából. A pályák teljesítéséért és minden pályán egy bizonyos mennyiségű pénz összegyűjtéséért is kap a játékos egy-egy arany építőelemet. Összesen 99 arany építőelemet lehet összegyűjteni. A minikitekből megépült járműveket a kantinán kívül lehet megtekinteni. Ezeket egy bónusz pályán lehet kipróbálni.

### Játszható karakterek
Több, mint 50 játszható karakter van, többek között Luke Skywalker; Leia hercegnő; Han Solo; Csubakka; Lando Calrissian; R2-D2; C-3PO; Darth Vader; Wicket, az ewok és Boba Fett. A képességeknek nagyobb szerepük van a Lego Star Wars II-ben, mint a Lego Star Wars-ban. A puskával rendelkező karakterek a puskájukat csáklyakilövőként tudják használni előre kijelölt helyeken. A fénykardos karakterek ki tudnak védeni támadásokat, tudnak duplán ugrani és tudják használni az Erőt. Egyes ajtók kinyitásához R2-D2-t, C-3PO-t vagy más droidot kell használni. Kis karakterek, mint az Ewok vagy Jawa, át tudnak mászni nyílásokon, hogy elérjenek másképp elérhetetlen helyeket. A fejvadászok, mint Boba Fett, tudnak használni termikus detonátorokat, hogy elpusztítsanak másképp elpusztíthatatlan dolgokat. A Sith-ek, mint Darth Vader, tudják használni az Erőt fekete Lego objektumokon. Egyes karaktereknek vannak egyedi képességeik: Csubakka ki tudja tépni az ellenség karjait, Darth Vader meg tudja őket fojtani az Erő használatával, Leia hercegnő meg tudja őket pofozni, Lando Calrissian pedig véghez tud vinni egy kungfuszerű támadást. A speciális képességek gyakran szükségesek ahhoz, hogy rejtett extrákat feloldjon a játékos; és a sztori mód nem mindig adja meg az összes karaktert a kellő képességekkel. Ez azt jelenti, hogy egyes dolgokat csak szabad játék módban lehet megtalálni. A játékos fel tudja oldani a "Use old save" (Régi mentés használata) extrát, ami a játékos által a Lego Star Wars-ban feloldott összes karaktert hozzáadja a játékhoz; de a két játék mentésének ugyanazon a memóriakártyán kell lennie.
A játékosok két saját karaktert is tudnak építeni Mos Eisley kantinjában. A feloldott karakterek részeiből és még néhány egyéb darabból lehet megépíteni a saját karaktert, és összesen 2 258 163 204 kombináció is lehetséges. Kettő csalás beírásával, melyeket az IGN publikált, feloldhatók Santa Claus részei, így meg lehet őt is építeni saját karakterként. A játék a felhasznált daraboknak megfelelően generál nevet a karakternek (például, egy karakter, melyet Darth Vader és C-3PO részeiből építettek, azt a nevet fogja kapni, hogy "Darth-3PO").

## Fejlesztés
A Lego Star Wars II-t a Cheshire-i játékfejlesztő, a Traveller’s Tales készítette. Mivel a LucasArts elfoglalt volt más projektekkel, ráhagyták az Eidos Interactive-ra a Lego Star Wars kiadását, de visszanyerte a "szükséges erőforrásokat", hogy kiadja a folytatását a TT Games Publishinggal. A Lego Star Wars II-t a következő platformokra adták ki: Microsoft Windows, OS X, Xbox, GameCube, PlayStation 2, Game Boy Advance, Nintendo DS, PlayStation Portable és Xbox 360. Vannak különbségek a platformok között: a DS és a GBA-verzióknak néhány különböző játszható karaktere van, mint a többi verziónak; és a DS és a PSP-verziók támogatnak egy "Vezeték nélküli előcsarnok"-ot többjátékos játékért.
A Lego Star Wars II egy módosított Lego Star Wars motort használ. Azonban, számos javítást csináltak az előző játékhoz képest, például a kamera szemszögben és a mozgásban. A kamera mozgás az aggodalmak egy specifikus pontja volt, és a LucasArts kritikus visszajelzéseket kapott e hibával kapcsolatban. A Traveller’s Tales kibővítette azoknak a pályáknak a koncepcióját, melyeket teljes egészében járművekkel kellett végigcsinálni. Ezeket a "jármű pályákat" sokkal alaposabban felfedezhettük a Lego Star Wars II-ben, mint az előző játékban. A panaszokra válaszként a LucasArts és a Traveller's Tales biztosította minden nem droid karakternek az építés képességét. A saját karakterek készítését, egy teljesen új koncepciót, egy jelentős fejlődésnek tekintették az eredeti játékhoz képest; és ez egyike a három funkciónak, amit a játék tokjának a hátulján láthatunk. Tom Stone rendező ezt állította a különböző fejlesztésekről:
Meglepődtünk és el voltunk ragadtatva, hogy az eredeti játékot olyan sok ember játszotta és élvezte... És az összes új fejlesztéssel és funkcióval az eredeti trilógia mellett megvalósítjuk a Lego Star Wars II-t, magabiztosak vagyunk abban, hogy az új játéknak megvan minden ahhoz, hogy még több játékost szórakoztasson, mint előtte.
A tervezők megpróbálták újrakészíteni a filmek karaktereit és eseményeit "aranyos" módon. Jeff Gullet producer-helyettes azt mondta, a játékban, mikor Luke Skywalker "leugrik a deszkáról... és belebukfencezik a szkiffbe", Skywalker "teljes erővel végrehajt egy akrobatikus gyakorlatot mindenféle ugrással a deszkáról. Ez vicces." A LucasArts producere, David Perkinson azt mondta, "ha nincs olyan szíved, mint az Uralkodónak, akkor kuncogni fogsz számos [karakteren], mikor először meglátod őket – egyszerűen muszáj. Nagyon aranyosak!"

## Értékesítés és kiadási történet
2006. február 2-án kiszivárogtak képek a játékról. Azonban gyorsan eltávolították őket az internetről, és a LucasArts, ha telefonáltak, nem erősítette meg vagy tagadta le a játék fejlesztését. Hivatalosan február 10-én jelentették be a 2006-os American International Toy Fairen. A 2006-os E3-on bemutattak egy előnézetet is. Mivel az eredeti Lego Star Wars kereskedelmileg és kritikailag is jól szerepelt – 3,3 millió példányt adtak el 2006 márciusáig és több díjat is nyert –, ezért a folytatására az eredeti játék rajongói, az IGN és a GameSpot is egyaránt számított. Kevés idővel a játék kiadása előtt hirdetések jelentek meg az üzletláncokban az Egyesült Államokban, mint a Toys "R" Us, Wal-Mart, Target, Best Buy, GameStop, és Circuit City.
Európában 2006. szeptember 11-én adták ki a Lego Star Wars II-t PC-re, Xboxra, GameCube-ra, GBA-ra, DS-re és Xbox 360-ra; szeptember 15-én PlayStation 2-re; és november 10-én PSP-re. Az észak-amerikai kiadása minden platformon szeptember 12-re esett az eredeti trilógia egyedi kétlemezes DVD-kiadásával egy napra. Ausztráliában szeptember 15-én adták ki az Xbox 360 kivételével minden platformra, mivel ebben a régióban arra nem adták ki. Az OS X verzióját 2007-ben adták ki. Japánban csak PlayStation 2-re és Nintendo DS-re adták ki 2006. november 2-án. A játék E10+-as minősítést kapott az ESRB-től ("rajzfilmes erőszak" és "nyers humor" miatt), 3+-asat a PEGI-től és A-s minősítést a CERO-tól.
A mobiltelefonos adaptációját a Universomo fejlesztette és a THQ adta ki. Ezt 2006. december 19-én adták ki. Számos funkció megkülönbözteti ezt a verziót a többitől, mint a kétdimenziós grafika, limitált karakter választás és az, hogy csak az Egy új remény című filmről szól. A Lego Star Wars-ot és a Lego Star Wars II-t később összeállították a Lego Star Wars: The Complete Saga-vá, amit a Traveller’s Tales fejlesztett, és a LucasArts adott ki. A The Complete Saga átvitte a fejlesztéseket a folytatásból az eredeti játékba is, és kibővítette a Mos Eisley kantinát, hogy hozzáférést biztosítson mindegyik játék pályáihoz. Windows-ra, PlayStation 3-ra, Xbox 360-ra, Wii-re és DS-re adták ki 2007. november 6-án.

## Fogadtatás

### Fogadtatás
| Összegzőoldal | Értékelés | Értékelés | Értékelés | Értékelés | Értékelés | Értékelés | Értékelés | Értékelés |
| Összegzőoldal | DS        | GBA       | GC        | PC        | PS2       | PSP       | Xbox      | Xbox 360  |
| ------------- | --------- | --------- | --------- | --------- | --------- | --------- | --------- | --------- |
| Metacritic    | 47/100    | 55/100    | 84/100    | 86/100    | 84/100    | 83/100    | 85/100    | 81/100    |

| Szerző         | Értékelés | Értékelés | Értékelés | Értékelés | Értékelés | Értékelés | Értékelés | Értékelés |
| Szerző         | DS        | GBA       | GC        | PC        | PS2       | PSP       | Xbox      | Xbox 360  |
| -------------- | --------- | --------- | --------- | --------- | --------- | --------- | --------- | --------- |
| 1Up.com        | N/A       | N/A       | B         | B+        | B         | B+        | B+        | B         |
| AllGame        | 2,5/5     | N/A       | 4/5       | 4/5       | 4/5       | 4/5       | 4/5       | 4/5       |
| EGM            | N/A       | N/A       | N/A       | N/A       | N/A       | N/A       | N/A       | 73/100    |
| Game Informer  | N/A       | N/A       | 8/10      | N/A       | 8/10      | N/A       | 8/10      | 8/10      |
| GameSpot       | 7,3/10    | 7,3/10    | 7,7/10    | 7,7/10    | 7,7/10    | 7,7/10    | 7,7/10    | 7,7/10    |
| GameSpy        | 2/5       | 1,5/5     | 4,5/5     | 4,5/5     | 4,5/5     | 4,5/5     | 4,5/5     | 4,5/5     |
| IGN            | 3,5/10    | 7,8/10    | 8,4/10    | 8/10      | 8,4/10    | 8/10      | 8,4/10    | 8,4/10    |
| Nintendo Power | N/A       | N/A       | 7,5/10    | N/A       | N/A       | N/A       | N/A       | N/A       |
| OPM (US)       | N/A       | N/A       | N/A       | N/A       | 80/100    | 75/100    | N/A       | N/A       |
| OXM (US)       | N/A       | N/A       | N/A       | N/A       | N/A       | N/A       | N/A       | 85/100    |
| PSM            | N/A       | N/A       | N/A       | N/A       | 80/100    | N/A       | N/A       | N/A       |

A kiadása után a Lego Star Wars II-t pozitívan fogadták a kritikák, amik dicsérték a filmek karaktereinek és eseményeinek ábrázolásáért. A Nintendo Power személyzet írója, Chris Shepperd ezt állította: "az aranyos LEGO adaptációk néhány vicces pillanatra vezettek a sztoriban: az »én vagyok az apád« jelenet A Birodalom visszavág című filmből megfizethetetlen". A GameSpy, 1UP.com, GameSpot, IGN, és a PlayStation: The Official Magazine hasonló véleményeket adott. Shepperd és Ben Fritz a Variety-től "aranyos"-nak nevezték a játékot. Az Xbox 360-as verzió bemutatóiban az Official Xbox Magazine dicsérte a játék "különc humorát", az Electronic Gaming Monthly pedig azt állította, hogy "meg kell említened azt a briliáns kockafejet, aki ráerőltette ezt a fantasztikus, mégis alapvetően bizarr ötletet a LucasArts-ra." Jeff Bell, a Microsoft globális marketingének alelnöke dicsérte a Lego Star Wars II-t, mivel kibővítette a fogyasztók hatókörét az Xbox 360-on, megjegyezve a családbarát vonzerejét.
Dicsérték a játékot annak eredményeként, hogy a kritikusok előnyben részesítették az eredeti trilógiát. Andrew Reiner a Game Informertől azt mondta: "összehasonlítani [az előzménytrilógiát] az eredeti trilógia filmjeivel hasonló ahhoz, mikor Jar Jar Binks-et összehasonlítjuk Han Solóval". Shepperd dicsérte a pályák dizájnját, és az előző játék környezetét "steril"-nek nevezte. Ezek a nézetek visszhangoztak kritikusok által az 1UP.comtól, a Variety-től, a GameSpottól, a GameSpy-tól, az Official U.S. PlayStation Magazine-tól (a PlayStation 2-re) és a BusinessWeektől.
A kritikák szét voltak osztva a játék nehézségi szintjén. Fritz az t állította, hogy habár a Lego Star Wars II csak egy "rövid kalandot" adott, "nagyon szórakoztató" volt. Ryan Davis a GameSpottól megbecsülte, hogy hat órán belül teljesíthető, de dicsérte a bónusz tartalmakat. A GameSpy és az 1UP.com kritikusai hasonlóan gondolták. Brett Molina kritikája a USA Today-től ezt állította: "a játék nehézsége elég jól kiegyensúlyozott, tehát a gyerekek nem fognak frusztráltak lenni, míg az idősebb játékosok még mindig fognak találni egy szilárd kihívást" és 8 pontot adott a játéknak a 10-ből. Az Official Xbox Magazine kritikája dicsérte a "furcsa kirakósait". Jeremy Dunham és Reiner az IGN-től sokkal kritikusabbak voltak az észlelt alacsony nehézségi szintről.
A kritikák nem szerették a Game Boy Advance és Nintendo DS verziókat. Davis azt hitte, hogy a Game Boy Advance verziót kettő óra alatt teljesíteni lehet. A GameSpy személyzet írója, Phil Theobald gyászolta e verzió silány irányítását, könnyű pályáit és a jármű-vezető szekcióit. Azt a következtetést vonta le, hogy "az ég szerelmére, [egy embernek] tanácsos megvennie egyet a konzolverziók közül". Theoblad, Davis, és Craig Harris az IGN-től kritizálta a játék hibáinak nagy számát a DS verzióban.

### Díjak és eladások
A Lego Star Wars II nyert és jelölve volt számos díjra, és számos videójáték listán be volt sorolva. A hivatalos Csillagok háborúja weboldal kijelentette, hogy a Lego Star Wars II volt 2006 legjobb Csillagok háborújához kapcsolódó terméke. A játék megnyerte az iParenting Media Awards "2006 legnagyobb termékhívás" díját, és helyezést ért el a Reader's Digest 2006. szeptemberi "5 dolog, amit nem akarunk, hogy kihagyj" listáján, a Time magazin 2006-os top tíz videójáték listáján, és a GameSpy PC-s "Az év játéka" listáján. Megkapta a 2006- os Az év játéka díjat a Nick Jr.-tól és az IGN-től (a PC játékoknál). Megnyerte a Spike TV 2006-os "Legjobb játék egy filmről vagy sorozatról" díját, és a "Legjobb játékmenet" díjat a BAFTA-tól. Kapott BAFTA-jelöléseket három másik kategóriában is, többek között a "Legjobb játék" kategóriában. Ellentétben, a korábban silányul szereplő DS-verzió szerepelt a "könnyek" egyikeként az IGN 2009. szeptemberi "Kedélyek & könnyek" listáján a DS akciójátékairól. A Computer Games Magazine szerkesztői a Lego Star Wars II-t 2006 ötödik legjobb számítógépes játékának nevezték, és "egy nagyszerű akció/kaland"-nak hívták, "egy játék egy majdnem kölyökkutyaszerű ragaszkodással, amit szeretsz."
A Lego Star Wars II-ből 1,1 millió példányt adtak el a nyitóhéten. A PlayStation 2, GameCube, Xbox 360 és Xbox verziók a 3., 5., 8. és 9. legkelendőbb játékai voltak 2006 szeptemberének. A GameCube, Xbox és PlayStation 2 verziók a 3., 8. és 9. legkelendőbb játékai voltak 2006-nak. Az összes platform a PC kivételével kombinálva a harmadik legkelendőbb volt 2006-ban az Egyesült Államokban, a Madden NFL 07 és a Cars mögött. Az összes platformot kombinálva, a játék az ötödik legkelendőbb volt az Egyesült Királyságban 2006-ban. A GameCube, GBA és DS verziók az 1., 2. és 5. legkelendőbb játékok voltak 2007 januárjában. 2009. május 2-áig a játék eladásai átlépték a 8,2 milliót világszerte. Igazolva lett a Platinum Hits költségvetési sorok részeként Xbox 360-ra, a Greatest Hits részeként PlayStation 2-re (mindegyik képvisel legalább 400 000 eladást az adott platformon), és a Player's Choice részeként GameCube-ra (250 000).

## Folytatások
A Lego Star Wars: The Video Game és e játék kompilációjaként jelent meg 2007-ben a Lego Star Wars: The Complete Saga. 2011-ben jelent meg a harmadik, A klónok háborújáról szóló Lego Star Wars III: The Clone Wars. Az ébredő Erőről szóló Lego Star Wars: The Force Awakens 2016-ban jelent meg. A mind a kilenc fő filmet magában foglaló Lego Star Wars: The Skywalker Saga 2022-ben jelent meg.

## Fordítás
- Ez a szócikk részben vagy egészben  a   Lego Star Wars II: The Original Trilogy című angol Wikipédia-szócikk ezen változatának fordításán alapul.  Az eredeti cikk szerkesztőit annak laptörténete sorolja fel. Ez a jelzés csupán a megfogalmazás eredetét és a szerzői jogokat jelzi, nem szolgál a cikkben szereplő információk forrásmegjelöléseként.